# 松平宗胡
松平 宗胡（まつだいら むねひさ）は、江戸時代中期の大名。越前国高森藩2代藩主。

## 略歴
遠江国浜松藩主・松平資俊の六男として誕生。母は川村氏。
宝永6年（1709年）、兄・宗長が嗣子なくして死去したため、その養子として家督を継いだ。しかし幼少だったため、一度も入国することなく正徳元年（1711年）11月25日に8歳で死去した。嗣子がいるはずもなく、高森藩は断絶した。法号は性与円水覚泡澄元院。墓所は東京都台東区浅草の安養寺。